# Vlastimil Vávra
Vlastimil Vávra (* 28. März 1991) ist ein tschechischer Biathlet.
Vlastimil Vávra gab sein internationales Debüt 2009 im Rahmen des IBU-Cups in Nové Město na Moravě, wo er 49. des Sprints wurde. Nur wenig später nahm er in Canmore an den Biathlon-Juniorenweltmeisterschaften 2009 teil und belegte die Ränge 17 im Einzel, 12 im Sprint, acht in der Verfolgung und elf mit der Staffel. Bei den Sommerbiathlon-Weltmeisterschaften 2009 in Oberhof trat er bei den Juniorenrennen auf Rollskiern an und wurde 42. des Sprints und 39. der Verfolgung. Bei den Biathlon-Juniorenweltmeisterschaften 2010 in Torsby kamen die Ränge 18 im Einzel, 44 im Sprint, 27 in der Verfolgung und sieben mit der Staffel hinzu. Nur wenig später waren es bei den Biathlon-Europameisterschaften 2010 in Otepää die Ränge 39 im Einzel, 40 im Sprint und der Verfolgung, sowie 14 mit der Staffel. Das Staffelrennen bestritt er als Schlussläufer an der Seite von Vít Jánov, Tomáš Krupčík und Ondřej Exler bei den Männern. Drittes Großereignis des Jahres wurden die Juniorenrennen bei den Sommerbiathlon-Weltmeisterschaften 2010 in Duszniki-Zdrój. Mit der Staffel und im Sprint wurde Vávra Achter, im Verfolgungsrennen fiel er auf den 19. Platz zurück.
Auch 2011 nahm Vávra an diesen drei internationalen Junioren-Meisterschaften teil. Als erstes startete er bei den Biathlon-Juniorenweltmeisterschaften 2011 in Nové Město, wo er den 14. Platz im Einzel, den 42. Platz im Sprint, den 31. Rang in der Verfolgung und Platz acht im Staffelrennen erreichte. Es folgten die Biathlon-Europameisterschaften 2011 in Ridnaun, wo Vávra wieder 14. des Einzels, 35. des Sprints, 20. der Verfolgung und Achter mit der Mixed-Staffel wurde. Bei den Sommerbiathlon-Weltmeisterschaften 2011 in Nové Město belegte der Tscheche die Ränge fünf mit der Staffel, 19 im Sprint und wurde im Verfolgungsrennen als überrundeter Läufer aus dem Rennen genommen.
Vávra wird beim OEZ Letohrad trainiert, wo sein Vater Vlastimil Vávra Senior (* 1965) Cheftrainer ist.